# Distrito de Echi (Shiga)
El distrito de Echi (愛知郡 Echi-gun?) es un distrito localizado en la prefectura de Shiga, Japón. En junio de 2019 tenía una población de 20.878 habitantes y una densidad de población de 550 personas por km². Su área total es de 37,97 km².

## Localidades

### Actuales
- Aishō

### Antiguas
- Aitō
- Echigawa
- Hatashō
- Kotō

## Fusiones
- 11 de febrero de 2005 - los pueblos de  Aitō y Kotō se unieron con los pueblos de Eigenji y Gokashō, ambos pertenecientes al Distrito de Kanzaki, y la antigua ciudad de Yōkaichi para formar la ciudad de Higashiōmi.

- 26 de febrero de 2006 - los pueblos de Echigawa y Hatashō se unieron para formar la ciudad de Aishō.

- Datos: Q1131097